# Drumaness
Drumaness (Iers: Droim an Easa) is een plaats in het Noord-Ierse County Down. Drumaness telt 1269 inwoners. Van de bevolking is 7,4% protestant en 91,7% katholiek.